# ヤング@ハート
ヤング@ハート（Young@Heart、またはYoung@Heart Chorus）は、1982年に結成されたアメリカ合衆国のコーラス・グループ。音楽監督と指揮を担当するボブ・シルマン（1953年生まれ）が、地元ノーサンプトンの公営住宅ウォルター・サルヴォ・ハウスに住む高齢者を集め、ロックやR&Bを歌うというコンセプトで結成された。

## 来歴
結成当時のメンバーの中には、第一次世界大戦で夫を失った女性や、ソンムの戦いに参加した者もいたという。1983年、「ストンピン・アット・ザ・サルヴォ」と題された初のステージを行う。ヤング@ハートは、メンバー・チェンジを繰り返しながら活動を継続して、1996年にはロッテルダム公演を行い、その後ヨーロッパ、オーストラリア、カナダでも公演を行った。
2007年、ドキュメンタリー映画『ヤング@ハート』が制作された。同年8月、アルバム『Mostly Live』発表。同作は2008年8月にライノ・エンタテインメントから再発され、また、映画のサウンドトラック・アルバムのボーナス・ディスクにもなっている。
2010年3月に行われた初の日本公演では、THE BLUE HEARTS「リンダリンダ」やRCサクセション「雨あがりの夜空に」といった日本の楽曲も歌われた。

## ディスコグラフィ
- Mostly Live（2007年）
- ヤング@ハート - オリジナル・サウンドトラック - Young@Heart（2008年）